# Machado de Assis
Joaquim Maria Machado de Assis (Rio de Janeiro, 1839. június 21. –‎ Rio de Janeiro, 1908. szeptember 29.) úttörő brazil regényíró, költő, drámaíró és novellista, széles körben a brazil irodalom legnagyobb írójaként tartják számon. Mindazonáltal Assis élete során nem ért el széles körű népszerűséget Brazílián kívül. 1897-ben megalapította a Brazil Irodalmi Akadémiát, melynek első elnöke lett. Többnyelvű volt, későbbi életében autodidakta módon franciául, angolul, németül és görögül tanult.
A Rio de Janeiro állambeli Morro do Livramentóban született szegény családban: felszabadított rabszolgák unokája volt egy olyan országban, ahol a rabszolgaságot csak 49 évvel később fogják teljesen eltörölni. Alig tanult állami iskolákban, és soha nem járt egyetemre. Mivel csak saját intellektusára támaszkodhatott, és nagyrészt autodidakta volt, küzdött a társadalmi felemelkedésért. Ennek érdekében több tisztséget is betöltött a Földművelésügyi, Kereskedelmi és Közmunkaügyi Minisztériumon belül, és korán hírnevet szerzett az újságokban, ahol első költeményeit és krónikáit publikálta.
Machado munkája formálta a realizmus mozgalmát Brazíliában. Intelligenciájáról és szemet nyitó társadalomkritikájáról vált ismertté. Általában Machado legjelentősebb műveinek tartják a Dom Casmurrot (1899), a Memórias Póstumas de Brás Cubast ("Brás Cubas síron túli emlékezései") és a Quincas Borba (angolul Philosopher or Dog?). 1893-ban kiadta A Missa do Galot ("Éjféli mise"), melyet gyakran a brazil irodalom legjobb regényének tartanak.

## Életrajza

### Születése és serdülőkora

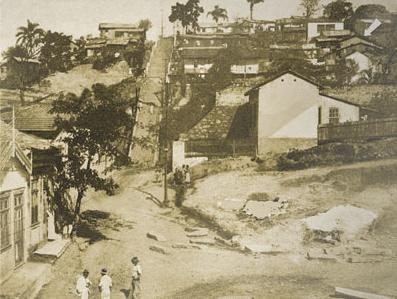
Morro do Livramento. A jobb felső sarokban lévő nyíl azt a házat mutatja, ahol Machado valószínűleg született és gyermekkorát töltötte.

Joaquim Maria Machado de Assis 1839. június 21-én született Rio de Janeiróban, a brazil birodalom akkori fővárosában. Szülei Francisco José de Assis falfestő, felszabadult rabszolgák fia és Maria Leopoldina da Câmara Machado, az Azori-szigetekről származó portugál mosónő voltak. Livramentoi vidéki házban született, amelynek tulajdonosa Dona Maria José de Mendonça Barroso Pereira, Bento Barroso Pereira szenátor özvegye, aki megvédte szüleit, és megengedte nekik, hogy vele éljenek. Dona Maria José lett Joaquim keresztanyja; sógora, a dicsérő Joaquim Alberto de Sousa da Silveira volt a keresztapja, és mindketten a baba nevének megadásával tisztelegtek. Machadonak volt egy nővére, aki fiatalon halt meg. Joaquim egy állami iskolában tanult, de nem volt jó tanuló. Miközben ministránsként segített a misék szolgálatában, megismerkedett Silveira Sarmento atyával, aki a latin tanára és egyben jó barátja is lett.
Amikor Joaquim tíz éves volt, mikor az anyja meghalt, és az apja magával vitte, amikor São Cristóvãóba költözött. Francisco de Assis megismerkedett Maria Inês da Silvával és 1854-ben összeházasodtak. Joaquim egy lányiskolában tartott órákat, hála mostohaanyjának, aki ott dolgozott és cukorkákat készített. Éjszaka egy bevándorló péknél tanult franciául. Kamaszkorában megismerkedett Francisco de Paulo Britóval, akinek könyvesboltja, újságja és kiadója volt. 1855. január 12-én Francisco de Paulo megjelentette az akkor 15 éves Joaquim Ela ("Ő") című versét a Marmota Fluminense című újságban. A következő évben tipográfus-tanoncként alkalmazták az Imprensa Oficial-nál (a hivatalos sajtó, a kormányzati intézkedések közzétételével volt megbízva), ahol Manuel Antônio de Almeida, az újság igazgatója és egyben regényíró ösztönözte íróként. Itt találkozott Francisco Otaviano újságíróval, később liberális szenátorral és Quintino Bocaiúvával is, aki évtizedekkel később köztársasági szónokként vált ismertté.

### Korai pályafutása és tanulmányai

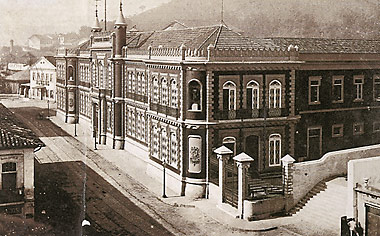
National Press, 1880 körül, ahol Machado de Assis tipográfusként és lektorként kezdte szolgálatát.

Francisco Otaviano 1858-ban felvette Machadót, hogy a Correio Mercantil újságnál dolgozzon lektorként. Továbbra is írt a Marmota Fluminense-nek és számos más újságnak is, de nem keresett sokat és szerény életet élt. Mivel már nem élt együtt az apjával, mindennapos volt, hogy pénz hiányában csak egyszer evett.
Ez idő tájt barátja lett José de Alencar írónak és liberális politikusnak, aki megtanította angolra. Az angol irodalomból Laurence Sterne, William Shakespeare, Lord Byron és Jonathan Swift hatott rá. Németül évekkel később, idős korára pedig görögül tanult. 1860-ban Bocaiúva meghívta, hogy a Diário do Rio de Janeiro című újságban dolgozzon. Machado rajongott a színházért, és rövid ideig több darabot írt; barátja, Bocaiúva így foglalta össze: „A művei arra valók, hogy olvassák, és ne játsszák.” Némi ismertségre tett szert, és J. M. Machado de Assis néven kezdte aláírni írásait, ahogyan az utókor is ismeri: Machado de Assis. A fejlett liberális párti körökben úgy nőtte ki magát, hogy kiállt a vallásszabadság és Ernest Renan vitatott Jézus élete mellett, miközben támadta a papság kegyetlenségét.

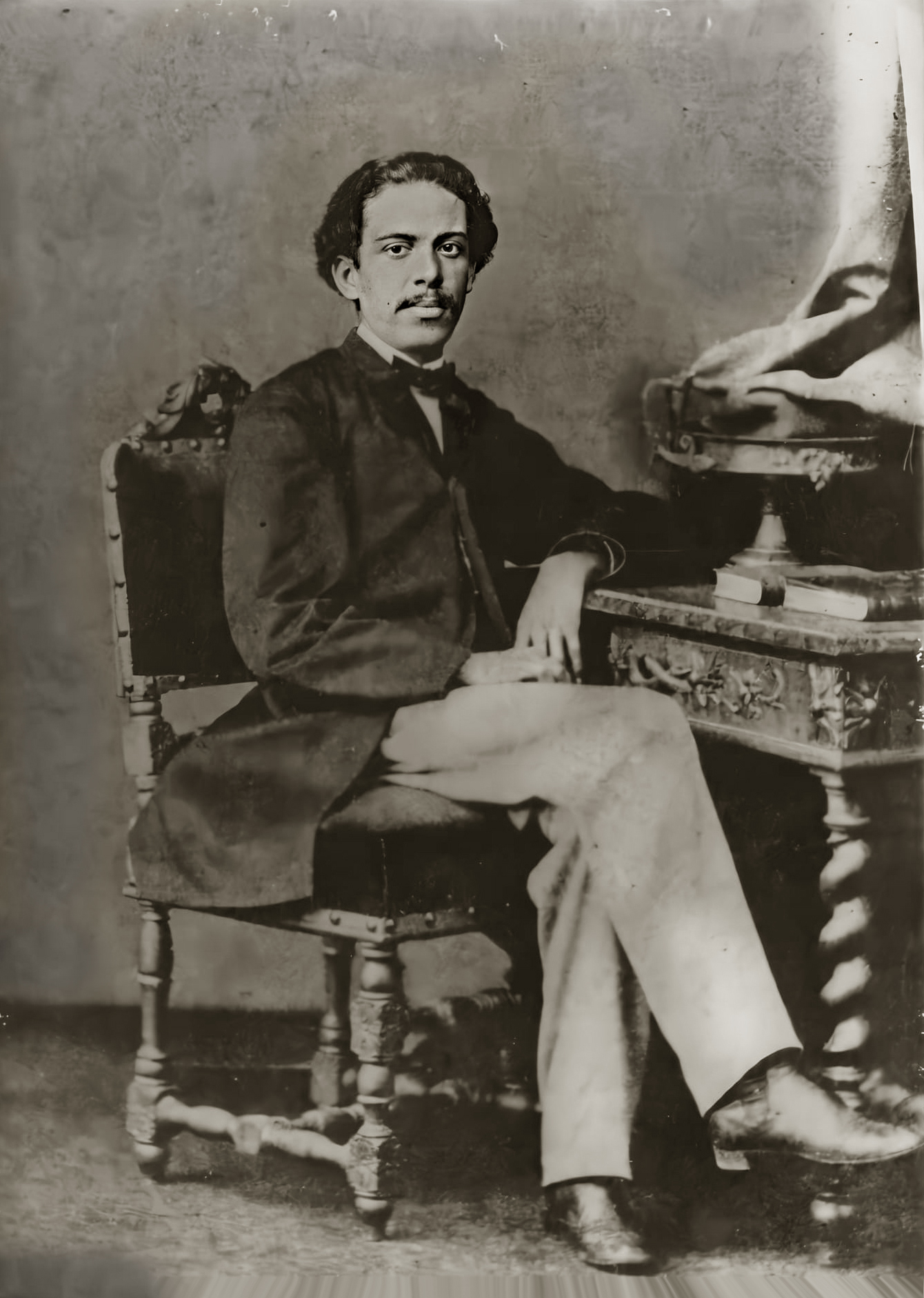
Machado de Assis 1864-ben, 25 évesen.

Apja Francisco de Assis 1864-ben halt meg. Machado ismerősei révén értesült apja haláláról. „Crisálidas” című verses összeállítását édesapjának ajánlotta: „Francisco José de Assis és Maria Leopoldina Machado de Assis, szüleim emlékére.” A Liberális Párt akkori hatalomra kerülésével Machado úgy gondolta. esetleg olyan pártfogói pozíciót kap, amely segítene javítani az életén. Meglepetésére II. Dom Pedro császár segített, aki 1867-ben igazgató-asszisztensnek vette fel a Diário Oficialban, és kitüntetéssel lovaggá ütötte. 1888-ban Machado a Rózsarend tisztjévé vált.

### Házassága és családja
1868-ban Machado találkozott a nála öt évvel idősebb, portugál Carolina Augusta Xavier de Novais-val. Kollégájának, Faustino Xavier de Novaisnak a nővére volt, akinek az O Futuro magazinnál dolgozott. Machado dadogott, rendkívül félénk, alacsony és sovány volt. Nagyon intelligens és művelt is volt. 1869. november 12-én feleségül vette Carolinát; bár szülei Miguel és Adelaide, valamint testvérei helytelenítették, mert Machado afrikai származású volt, Carolina pedig fehér nő volt. Nem volt gyerekük.

### Irodalom

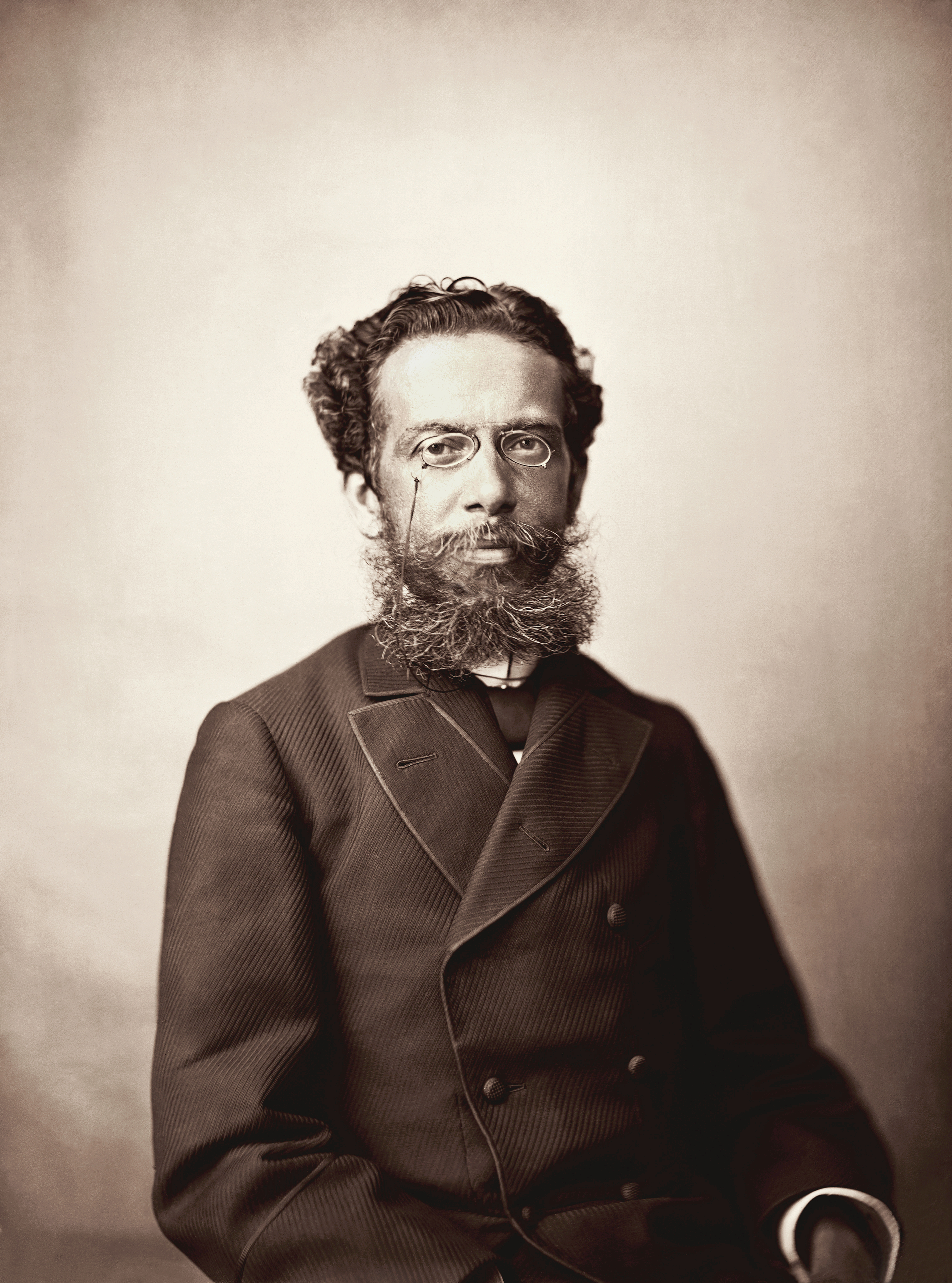
Machado de Assis 41 éves kora körül, foto: Marc Ferrez, kb. 1880.

### Későbbi évek

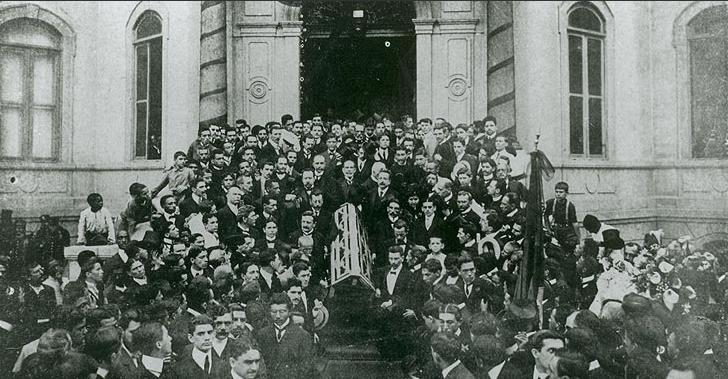
Diákok és barátok, köztük Euclides da Cunha, Machado de Assis koporsójával távoznak az Akadémiáról a Keresztelő Szent János temetőbe, 1908.

Machado de Assis olyan monarchista társaival együtt, mint Joaquim Nabuco, Manuel de Oliveira Lima, Afonso Celso, Ouro Preto vikomtja és Alfredo d'Escragnolle Taunay, valamint más írók és értelmiségiek megalapították a Brazil Irodalmi Akadémiát. Ő volt az első elnöke, 1897 és 1908 között, amikor meghalt. Sok éven át kérte, hogy a kormány adjon megfelelő székhelyet az Akadémiának, amelyet 1905-ben sikerült megszereznie.
Felesége, Carolina Novais 1904. október 20-án halt meg, 35 év „tökéletes házasélet” után. A depressziós és magányos Machado 1908. szeptember 29-én halt meg.

## Narratív stílus

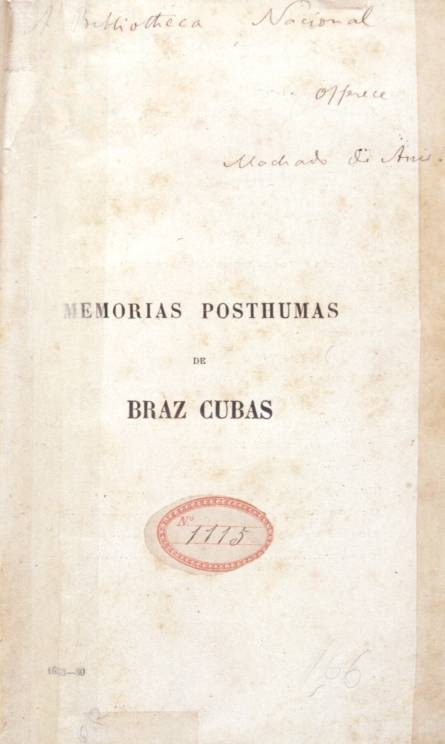
A Bras Cubas posztumusz emlékiratainak kötete, amelyet maga a szerző dedikált a Brazil Nemzeti Könyvtárnak.

Machado stílusa egyedi, és 1897 óta számos irodalomkritikus próbálta leírni. Sokan minden idők legnagyobb brazil írójának, valamint a világ egyik legnagyobb regény- és novellaírójának tartják. Krónikái nem azonos státuszúak. Verseit gyakran félreértik, mert durva kifejezéseket használnak, néha Augusto dos Anjos, egy másik brazil író pesszimista stílusához kötik. Machado de Assis felkerült Harold Bloom amerikai irodalomkritikus 100 legnagyobb irodalomzseni listájára, olyan írók mellett, mint Dante, Shakespeare és Cervantes. Bloom a nyugati irodalom legnagyobb fekete írójának tartja; bár Brazíliában a Machado-t pardónak tekintik.
Műveit a világ különböző országaiban tanulmányozták kritikusok, mint például Giuseppe Alpi (Olaszország), Lourdes Andreassi (Portugália), Albert Bagby Jr. (USA), Abel Barros Baptista (Portugália), Hennio Morgan Birchal (Brazília), Edoardo Bizzarri (Olaszország), Jean-Michel Massa (Franciaország), Helen Caldwell (USA), John Gledson (Anglia), Adrien Delpech (Franciaország), Albert Dessau (Németország), Paul B. Dixon (USA), Keith Ellis (USA) ), Edith Fowke (Kanada), Anatole France (Franciaország), Richard Graham (USA), Pierre Hourcade (Franciaország), David Jackson (USA), G. Reginald Daniel (USA), Linda Murphy Kelley (USA), John C. Kinnear, Alfred Mac Adam (USA), Victor Orban (Franciaország), Daphne Patai (USA), Houwens Post (Olaszország), Samuel Putnam (USA), John Hyde Schmitt, Tony Tanner (Anglia), Jack E. Tomlins (USA) , Carmelo Virgillo (USA), Dieter Woll (Németország), August Willemsen (Hollandia) és Susan Sontag (USA).
A kritikák megosztottak Machado de Assis írásának természetét illetően. Egyesek, mint például Abel Barros Baptista, Machadot a megrögzött antirealisták közé sorolják, és azzal érvelnek, hogy írása a realizmust támadja, és célja az ábrázolás lehetőségének vagy egy értelmes objektív valóság létezésének tagadása. A realista kritikusok, mint például John Gledson, inkább a brazil valóság hű leírásának tekintik Machado munkáját – de merész, innovatív technikával kivitelezettnek. Machado saját kijelentéseinek fényében Daniel azt állítja, hogy Machado regényei egyre kifinomultabbak és merészebbek a romantika esztétikai szubjektivizmusa (és ágai) és a realizmus-naturalizmus esztétikai objektivizmusa közötti párbeszéd fenntartásában. Ennek megfelelően Machado korábbi regényei jobban hasonlítanak a 19. század közepi hibrid áramlathoz, amelyet gyakran „romantikus realizmusnak” neveznek. Ezen túlmenően későbbi regényeiben több a közös egy másik 19. század végi hibriddel: az irodalmi impresszionizmussal. A történészek, mint például Sidney Chalhoub, azzal érvelnek, hogy Machado prózája a késői Brazília birodalmi társadalmi, politikai és gazdasági működési zavarait mutatja be. A kritikusok egyetértenek abban, hogyan használt innovatív technikákat társadalma ellentmondásainak feltárására. Roberto Schwarz rámutat, hogy Machado újításait a prózai narratívában arra használják, hogy leleplezzék a 19. századi Brazília képmutatásait, ellentmondásait és működési zavarait. Schwarz azt állítja, hogy Machado számos narratív és intellektuális konvenciót megfordít, hogy felfedje azokat a káros célokat, amelyekre használják őket. Így azt látjuk, hogy a kritikusok újraértelmezik Machadot saját terveik szerint, vagy azon felfogásuk szerint, hogy miként igazolhatják a legjobban őt saját történelmi pillanatukra. Ettől függetlenül éles prózája felragyog, képes kommunikálni a különböző időkből és helyekről érkező olvasókkal, átadva ironikus és mégis gyengéd érzését arról, hogy mi, emberek vagyunk.
Machado irodalmi stílusa sok brazil írót megihletett. Műveit televízióban, színházban és moziban adaptálták. 1975-ben a brazil Oktatási és Kulturális Minisztérium által szervezett Comissão Machado de Assis ("Machado de Assis Bizottság") megszervezte és publikálta Machado műveinek kritikai kiadásait, 15 kötetben. Főbb műveit számos nyelvre lefordították. Olyan 20. századi írók, mint Salman Rushdie, Cabrera Infante és Carlos Fuentes, valamint Woody Allen amerikai filmrendező is kifejezték lelkesedésüket fikciói iránt. Az olyan jól ismert értelmiségiek erőfeszítései és pártfogása ellenére, mint Susan Sontag, Harold Bloom és Elizabeth Hardwick, Machado könyvei – amelyek közül a leghíresebbek több fordításban is elérhetők angolul – soha nem értek el nagy eladásokat az angol nyelvterületen, továbbra is viszonylag ismeretlen, még más latin-amerikai írókkal összehasonlítva is.
Műveiben Machado közvetlenül az olvasóhoz szól, áttörve az úgynevezett negyedik falat.

## Művei

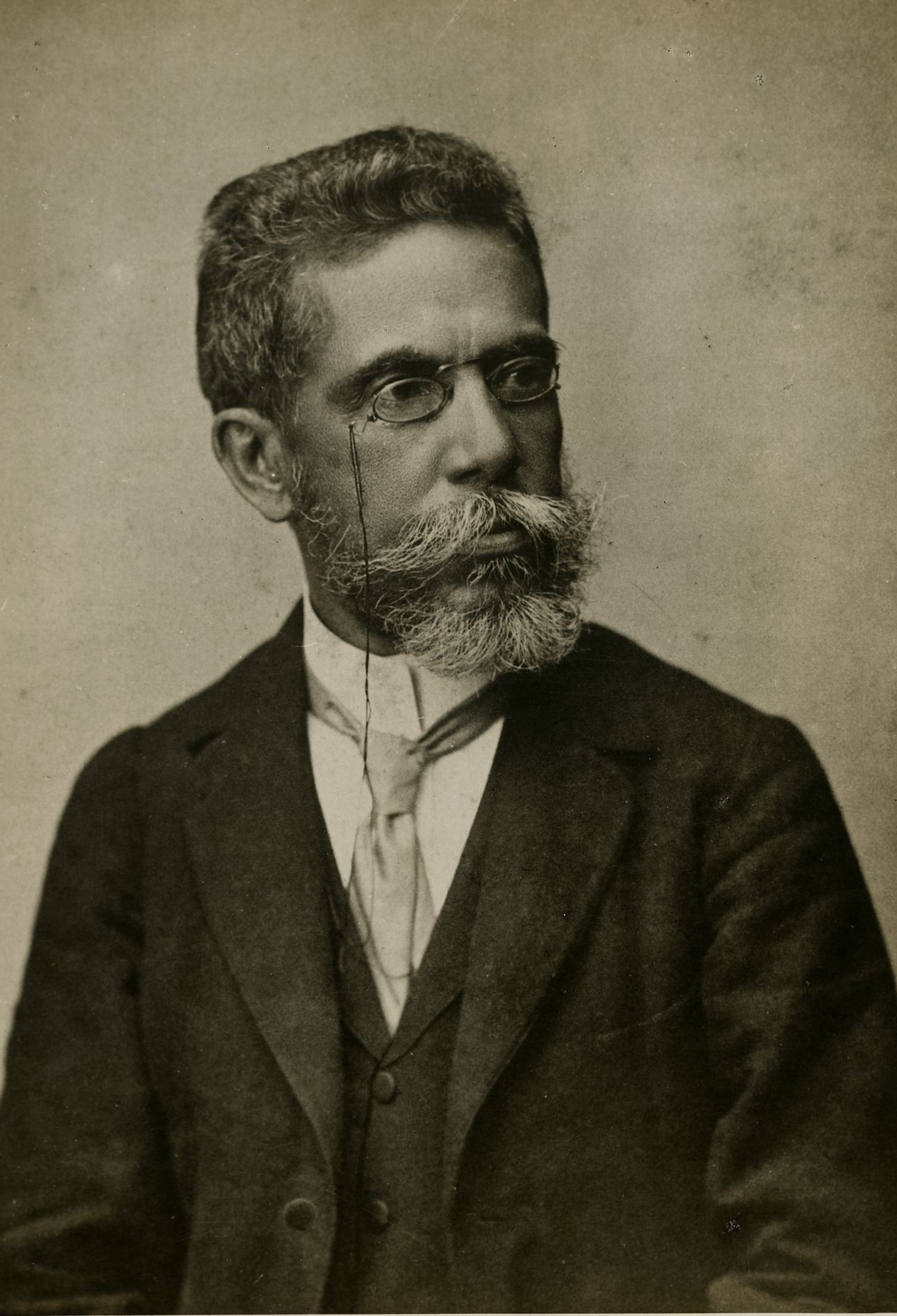
57 éves kora körül, kb. 1896.

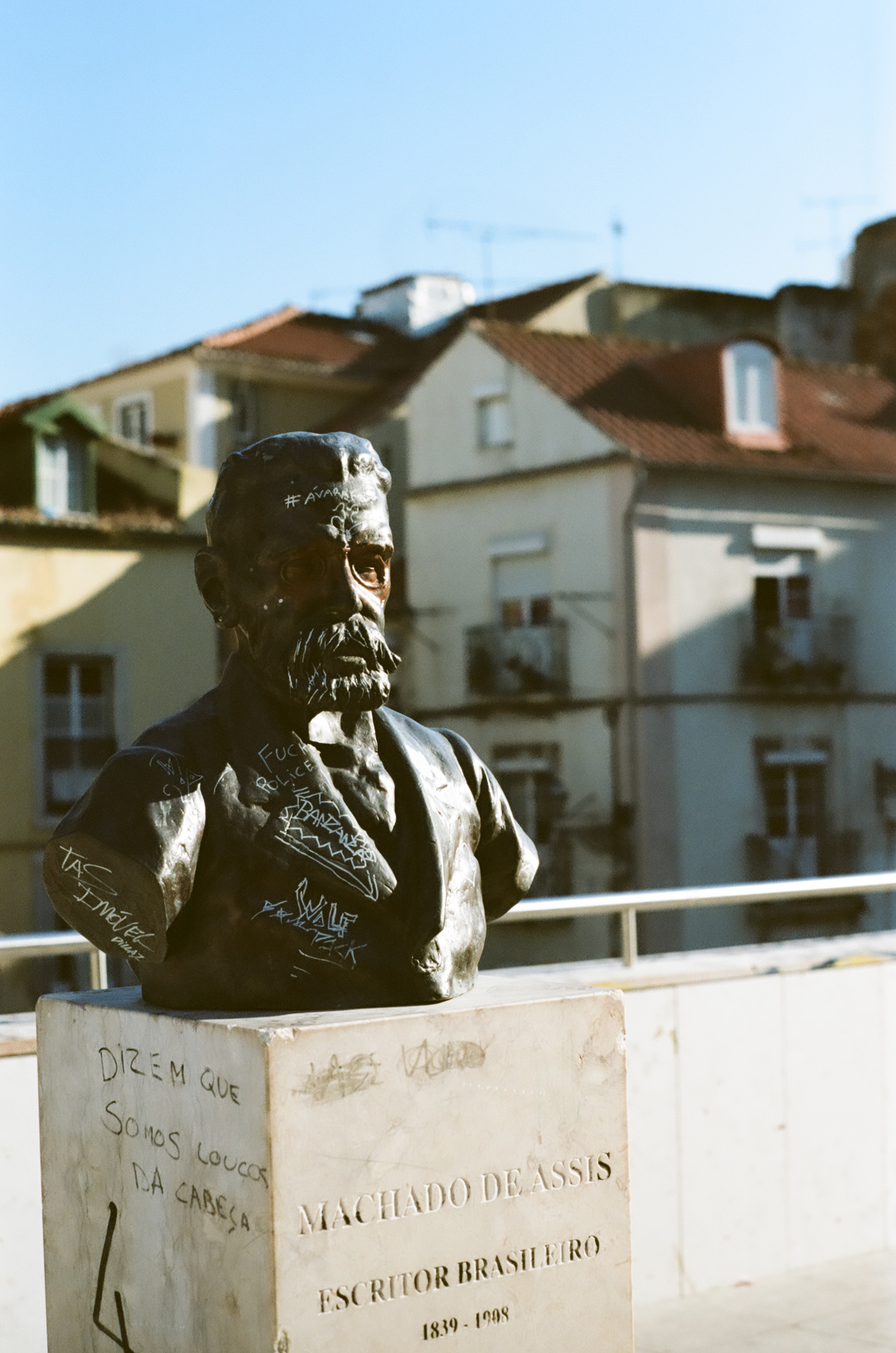
Szobra Lisszabonban.

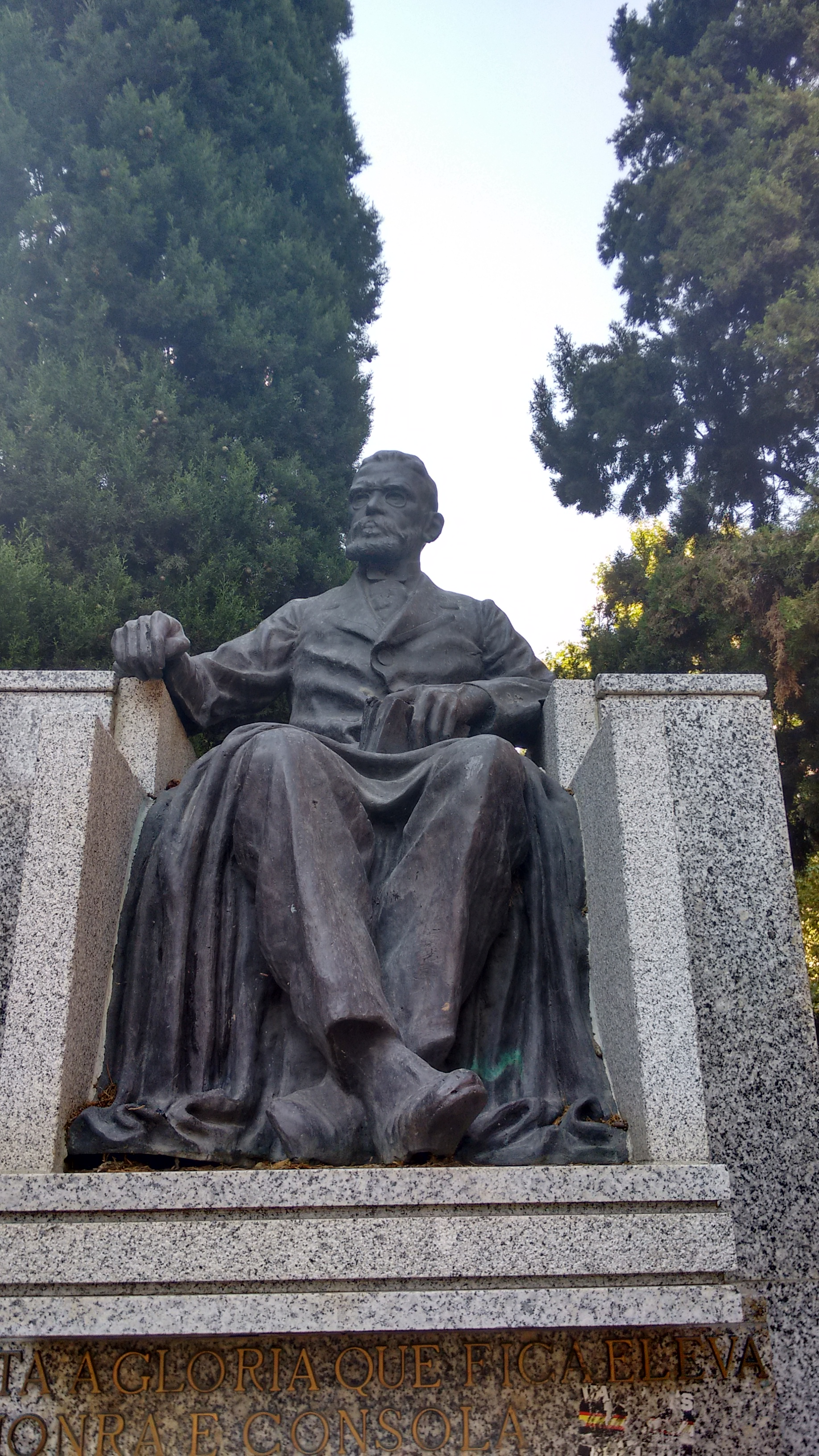
1998-ban felavatott szobor Madridban, a Humberto Cozzo által 1929-ben készített szobor másolata a Rio de Janeirói Brazil Irodalmi Akadémia számára.

### Regények
- 1872 – Ressurreição (Resurrection)[52]
- 1874 – A Mão e a Luva (The Hand and the Glove)
- 1876 – Helena
- 1878 – Iaiá Garcia
- 1881 – Memórias Póstumas de Brás Cubas (The Posthumous Memoirs of Bras Cubas, also known in English as Epitaph of a Small Winner)
  - Brás Cubas síron túli emlékezései – Helikon, Budapest, 2023 ISBN 9789636200800 · Fordította: Pál Ferenc
- 1891 – Quincas Borba (also known in English as Philosopher or Dog?)
- 1899 – Dom Casmurro
- 1904 – Esaú e Jacó (Esau and Jacob)
- 1908 – Memorial de Aires (Counselor Ayres' Memorial)

### Novellák
- 1881 – O alienista (The Psychiatrist, or The Alienist)
- 1886 – Casa velha (published as a book in 1944)

### Színdarabok
- 1860 – Hoje avental, amanhã luva
- 1861 – Desencantos
- 1863 – O caminho da porta and O protocolo (two plays)
- 1864 – Quase ministro
- 1865 – As Forcas Caudinas (published 1956)
- 1866 – Os deuses de casaca
- 1878 – A Sonâmbula, Antes da Missa and O bote de rapé (three short plays)
- 1881 – Tu, só tu, puro amor
- 1896 – Não consultes médico
- 1906 – Lição de botânica

### Költészet
- 1864 – Crisálidas
- 1870 – Falenas (including the dramatic poem Uma ode de anacreonte)
- 1875 – Americanas
- 1901 – Ocidentais
- 1901 – Poesias Completas (complete poetry)

### Novellagyűjtemények
- 1870 – Contos Fluminenses
- 1873 – Histórias da meia-noite
- 1882 – Papéis avulsos (including "O alienista")
- 1884 – Histórias sem data
- 1896 – Várias histórias
- 1899 – Páginas recolhidas (including "A Missa do Galo" and "The Case of the Stick")
- 1906 – Relíquias de Casa Velha

### Fordítások
- 1861 – Queda que as mulheres têm para os tolos, from the original De l'amour des femmes pour les sots, by Victor Hénaux(wd)
- 1865 – Suplício de uma mulher, from the original Le supplice d'une femme, by Émile de Girardin
- 1866 – Os Trabalhadores do Mar, from the original Les Travailleurs de la mer (A tenger munkásai), by Victor Hugo
- 1870 – Oliver Twist, from the original Oliver Twist; or, the Parish Boy's Progress, by Charles Dickens[53]
- 1883 – O Corvo, from The Raven, a famous poem by Edgar Allan Poe

### Posztumusz
- 1910 – Teatro Coligido (collected plays)
- 1910 – Crítica
- 1914 – A Semana (collection of articles)
- 1921 – Outras Relíquias (collection of short stories)
- 1921 – Páginas Escolhidas (collection of short stories)
- 1932 – Novas Relíquias (collection of short stories)
- 1937 – Crônicas (articles)
- 1937 – Crítica Literária
- 1937 – Crítica Teatral
- 1937 – Histórias Românticas
- 1939 – Páginas Esquecidas
- 1944 – Casa Velha
- 1956 – Diálogos e Reflexões de um Relojoeiro
- 1958 – Crônicas de Lélio

Összegyűjtött művek
Számos "teljes műve" jelent meg:
- 1920 – Obras Completas. Rio de Janeiro: Livraria Garnier (20 vols.)
- 1962 – Obras Completas. Rio de Janeiro: W.M. Jackson (31 vols.)
- 1997 – Obras Completas. Rio de Janeiro: Editora Globo (31 vols.)
- 2006 – Obras Completas. Rio de Janeiro: Nova Aguilar (3 vols.)

Angol fordításban
- 1921 – Brazilian Tales. Boston: The Four Seas Company (London: Dodo Press, 2007)
- 1952 – Epitaph of a Small Winner. New York: Noonday Press (London: Hogarth Press, 1985; republished as The Posthumous Memoirs of Brás Cubas: A Novel. New York: Oxford University Press, 1997; Epitaph of a Small Winner. New York: Farrar, Straus & Giroux, 2008; UK: Bloomsbury Publishing, 2008)
- 1953 – Dom Casmurro: A Novel. New York: Noonday Press (Berkeley: University of California Press, 1966; republished as Dom Casmurro. Lord Taciturn. London: Peter Owen, 1992; Dom Casmurro: A Novel. New York: Oxford University Press, 1997)
- 1954 – Philosopher or Dog? New York: Avon Books (republished as The Heritage of Quincas Borba. New York: W.H. Allen, 1957; New York: Farrar, Straus and Giroux, 1992; republished as Quincas Borba: A Novel. New York: Oxford University Press, 1998)
- 1963 – The Psychiatrist, and Other Stories. Berkeley: University of California Press
- 1965 – Esau and Jacob. Berkeley: University of California Press
- 1970 – The Hand & the Glove. Lexington: University Press of Kentucky
- 1972 – Counselor Ayres' Memorial. Berkeley: University of California Press (republished as The Wager: Aires' Journal. London: Peter Owen, 1990; also republished as The Wager, 2005)
- 1976 – Yayá Garcia: A Novel. London: Peter Owen (republished as Iaiá Garcia. Lexington: University Press of Kentucky, 1977)
- 1977 – The Devil's Church and Other Stories. Austin: University of Texas Press (New York: HarperCollins Publishers Ltd, 1987)
- 1984 – Helena: A Novel. Berkeley: University of California Press
- 2008 – A Chapter of Hats and Other Stories. London: Bloomsbury Publishing
- 2012 – The Alienist. New York: Melville House Publishing
- 2013 – Resurrection. Pennsylvania: Latin American Literary Review Press
- 2013 – The Alienist and Other Stories of Nineteenth-century Brazil. Indianapolis: Hackett Publishing
- 2014 – Ex Cathedra: Stories by Machado de Assis – Bilingual Edition. Hanover, Conn.: New London Librarium
- 2016 – Miss Dollar: Stories by Machado de Assis – Bilingual Edition. Hanover, Conn.: New London Librarium
- 2018 – Trio in A-Minor: Five Stories by Machado de Assis – Bilingual Edition. Hanover, Conn.: New London Librarium
- 2018 – The Collected Stories of Machado de Assis. New York : Liveright & Company
- 2018 – Good Days!: The Bons Dias! Chronicles of Machado de Assis (1888-1889) – Bilingual Edition. Hanover, Conn.: New London Librarium

## Magyarul megjelent művei
- Brás Cubas síron túli emlékezései; ford. Pál Ferenc, előszó Cserna-Szabó András, utószó Milton Hatoum(wd); Helikon, Budapest, 2023

## Címek és kitüntetések

### Címei
- A Brazil Irodalmi Akadémia alapító tagja (1896–1908)
- A Brazil Irodalmi Akadémia elnöke (1897–1908)

### Kitüntetések
- Brazil Birodalom: A Rózsa Rendjének lovagja (1867)
- Brazil Birodalom: A Rózsa Rend tisztje (1888)